# Albert von Herpen
Albert von Herpen (* vor 1278; † nach 1278) war Domherr in Münster.

## Leben
Albert von Herpen kam aus dem niederländischen Dynastengeschlecht Cuyk. Heinrich II. von Kuik († 1204) heiratete die Erbtochter Sophie von Herpen aus dem Hause der Edelherren von Herpen. So entstand die jüngere Linie der Familie Kuik. Albert war einer ihrer Nachfolger. Der münsterische Bischof Eberhard von Diest (1275–1301) war ein Verwandter der Familie Kuik, denn seine Schwester Maria war mit Wilhelm II. von Kuik verheiratet. Diese verwandtschaftlichen Verbindungen brachten Albert nach Münster. Hier findet er am 23. September 1278 erstmals als Domherr zu Münster urkundliche Erwähnung. Er war Bevollmächtigter des Domkapitels. Die Quellenlage gibt über seinen weiteren Lebensweg keinen Aufschluss.